# Бото фон Щолберг
Бото III (VIII) цу Щолберг (на немски: Botho (Bodo III, VIII) zu Stolberg, „der Glückselige“; * 4 януари 1467, дворец Щолберг; † 22 юни 1538, Щолберг, Харц) от фамилията Щолберг, е граф на Графство Щолберг, господар на Вернигероде и Хонщайн.

## Живот
Той е син на граф Хайнрих IX фон Щолберг (1436 – 1511) и първата му съпруга графиня Матилда фон Мансфелд (ок. 1435 – 1468), дъщеря на граф Фолрад II фон Мансфелд и принцеса Маргарета от Силезия-Прибус-Саган. Близнак е на Хайнрих „Млади“ († 1508), губернатор на Фризия.
Като млад Бото живее и е възпитаван в Южна Германия в двора на графа, по-късно херцог Еберхард фон Вюртемберг, братът на мащехата му графиня Елизабет фон Вюртемберг-Урах († 1505). От 16 април 1493 до 9 февруари 1494 г. на 26 години той пътува до Йерусалим. Служи като рицар на множество князе и става способен дипломат. От 1515 г. до края на живота си той е съветник на кардинала или дворцов майстер в Магдебург и Халберщат. Съветник е и на император Максимилиан I и Карл V.

## Фамилия
Бото III се жени на 24 август 1500 г. за графиня Анна фон Епщайн-Кьонигщайн (* 1481, Кьонигщайн; † 7 август 1538, Щолберг), дъщеря на граф Филип I фон Епщайн-Кьонигщайн († 1480/1481) и графиня Луиза де Ла Марк († 1524). Те имат децата:
- Волфганг (1501 – 1552), женен I. 1541 г. за Доротея фон Регенщайн-Бланкенбург (1525 – 1545), дъщеря на граф Улрих X фон Регенщайн-Бланкенбург, II. 1546 g. за Геновефа фон Вид (ок. 1505 – 1556), дъщеря на граф Йохан III фон Вид
- Бото (1502 – 1503)
- Анна (1504 – 1574), 28. абатиса на манастир Кведлинбург
- Лудвиг (1505 – 1574), женен 1528 г. за Валпурга Йохана фон Вид (ок. 1505 – 1578), дъщеря на граф Йохан III фон Вид
- Юлиана фон Щолберг (1506 – 1580), омъжена I. 1523 г. за граф Филип II фон Ханау-Мюнценберг (1501 – 1529), II. 1531 г. за граф Вилхелм I „Богатия“ фон Насау-Диленбург (1487 – 1559)
- Мария фон Щолберг (1507 – 1571), омъжена за граф Куно II фон Лайнинген-Вестербург (1487 – 1547)
- Хайнрих X (1509 – 1572), граф на Щолберг-Вернигероде, женен ок. 1555 г. за Елизабет фон Глайхен-Рембда (1530 – 1578), дъщеря на граф Хектор I фон Глайхен-Рембда († 1548)
- Филип (1510 – 1529)
- Магдалена фон Щолберг (1511 – 1546), омъжена за граф Улрих X фон Регенщайн-Бланкенбург (1489 – 1551)
- Катарина фон Щолберг († 1577), омъжена за граф Албрехт фон Хенеберг-Шварца (ок. 1500 – 1549)
- Еберхард (1513 – 1526)
- Албрехт Георг (1516 – 1587), граф на Щолберг-Шварца
- Христоф I (1524 – 1581), граф на Щолберг-Гедерн